# Orchomene depressa
Orchomene depressa är en kräftdjursart som beskrevs av Robert Alan Shoemaker 1930. Orchomene depressa ingår i släktet Orchomene och familjen Lysianassidae. Inga underarter finns listade i Catalogue of Life.